# 胡鳳
胡鳳（1483年—1548年），字文明，号西村，湖廣黃梅縣人。明朝政治人物。

## 生平
嘉靖五年（1526年）丙戌科己丑科進士。初授苏州府常熟县知縣，改应天府溧水縣，歷升刑部福建司主事、陝西司員外郎。嘉靖二十一年（1542年）出為廣東廣州府知府，又四川按察司副使，官至四川布政使。